# 슈퍼선데이
《슈퍼선데이》는 대한민국의 KBS 2TV에서 매주 일요일 저녁에 방송되었던 예능 프로그램이다.

## 기획 의도
일요일 저녁마다 남녀노소 온 가족이 모여 즐기는 공감할 수 있는 웃음을 주는 오락 프로그램이다.

## 역사
1994년 10월 《톱스타 인생극장》의 전작으로 방송되었으나, 1995년 2월 《슈퍼선데이》의 개편과 함께 변경되어 첫 방송이 이루어졌다. 프로그램은 코미디 중심의 형식을 유지하며 대중적인 인기를 얻었으며, 대표적인 코너로 〈가상극장〉, 〈추리극장〉, 〈공포극장〉, 〈체험극장〉, 〈홍진경의 연예특종〉, 〈금촌댁네 사람들〉, 〈우리들의 이야기〉 등이 있었다.
1996년 프로그램의 구성이 더욱 다양해지면서 〈이세창의 인간극장〉, 〈김한석의 여름탈출〉, 〈이민우·이정현의 공포특급〉, 〈박영선의 여인극장〉, 〈선데이 스페셜〉 등의 코너가 추가되었으며, 이를 통해 보다 폭넓은 주제를 다루는 방송으로 자리 잡았다.
1997년 기존의 코미디 중심에서 벗어나 버라이어티 형식으로 변화하며 다양한 코너를 선보였다. 대표적인 코너로 〈오현경의 여인극장〉, 〈떴다! 세남자〉, 〈슈퍼비디오〉, 〈정선희의 여인극장〉, 〈스타! 여름 탈출〉, 〈우리들의 이야기〉, 〈TV시네마〉, 〈공포체험 돌아보지마〉, 〈스타! 스타! 스타!〉, 〈둥근 해가 떴습니다〉, 〈스타 극기훈련 나를 이긴다〉, 〈맨발로 뛰어라〉 등이 있었다. 그러나 지나치게 10대 위주의 요란한 버라이어티로 구성되었다는 지적을 받으며, 방송기자들이 선정한 최악의 TV 프로그램 중 하나로 평가되기도 하였다.
1998년 버라이어티 형식을 유지하면서도 다양한 코너를 선보였으며, 대표적인 코너로 〈서세원의 우리는 하나〉 등이 있었다. 하지만 IMF 경제위기의 여파로 인해 부분 개편이 이루어졌으며, 결국 같은 해 2월 15일 마지막 방송을 끝으로 종영되었다. 이후 KBS 예능본부는 후속 프로그램으로 《슈퍼TV 일요일은 즐거워》를 제작하여 방송을 이어갔다.

## 역대 MC
- 임백천
- 강호동 (1995 ~ 1995년 7월)
- 이영자 (1995 ~ 1996년 9월)
- 이본
- 최윤영
- 김소연
- 전도연
- 고소영
- 박지원

## 보조 MC
- 홍진경 (1995 ~ 1997년)
- 진재영
- 김현주
- 엄정화

## 프로그램 MC
- 서세원
- 이세창
- 이창훈
- 이민우
- 임창정
- 김한석
- 이아현
- 전도연
- 고소영
- 박영선
- 오현경
- 이상아
- 클론
- 이정현
- 엄정화

## 역대 코너
- 영자의 드라마게임 (1995년)
- 홍진경의 연예특종 (1995년)
- 일요스페셜 (1995년)
- 이세창의 인간극장 (1995~1996년)
- 이창훈의 스트레스 극장 (1995년)
- 김보성의 미스터리 극장(1995)
- 스타와 만나요 (1995년~1997년)
- 박지원을 찾아라 (1995년)
- 이세창의 공익광고 (1995년)
- 금촌댁네 사람들 (1995~1997년)
- 박광덕, 노희지의 크고 작은 이야기 (1995~1996년)
- 우리들의 이야기 (1996~1997년)
- 김한석의 여름탈출 (1996년)
- 이상아의 여인극장 (1996년)
- 이민우 이정현의 공포특급 (1996년)
- 박영선의 여인극장 (1996년)
- DJ DOC의 허리케인 박(1996년)
- 연예매거진(1996년)
- 최진사댁 셋째띨(1996년)
- 오현경의 여인극장 (1997년)
- 떴다! 세남자(1997)
- 정선희의 스타보고서 (1997년)
- 우리들의 이야기 (1997년)
- 구본승의 TV시네마 ->구본승 김소연의 TV시네마(1997년)

매디슨 카운티의 다리 등의 명작 영화들을 원작으로 한 단막극이다. 매디슨 카운티의 다리는 딸이 죽은 어머니 프란체스카의 유물을 정리하다, 우연하게 어머니의 글을 읽는다는 설정으로 사진작가와 프란체스카의 짧은 사랑이 회상된다.
- 공포체험 돌아보지마[1] (1997년)
- 도전!스타를 찾아서(1997년)
- 둥근해가 떴습니다 (1997년)
- 정선희의 즐거운 세상(1997년)
- 긴급명령!무조건 한다(1997년)
- 마이 뉴 파트너(1997년)
- 스타 극기훈련 나를 이긴다 (1997년)
- 임하순,이의정의 슈퍼 파출부 (1997년)
- 서세원의 맨발로 뛰어라(1997년)
- 서세원의 우리는 하나 (1998년)

## 특징
- 1부와 2부로 나누어 방송되었다.

- 여러 차례 연예인을 앞세운 간접광고[2] 뿐 아니라 지나치게 10대 위주의 요란한 버라이어티로 일관[3] 했다는 지적 탓인지 1997년 당시 최악의 TV 프로그램으로 38점을 받았다.[4]
- 구본승 이의정은 해당 프로그램에 출연하는 기간 동안 타방송사의 동시간대 프로그램에 출연하지 않겠다는 조건으로 전속계약을 체결했으나 1997년 10월 19일부터 MBC <일요일 일요일 밤에>에 출연하기로 했는데 이 과정에서 KBS 측은 구본승 이의정을 상대로 방송 출연금지 가처분 신청을 서울지법에 냈다[5].

- 초창기에는 코미디 프로그램이었으나, 1997년부터 버라이어티 형식으로 변경되었다.

- 1997년 방송분부터 버라이어티 아이템 코너로 이야기 화면 효과 자막을 도입되었다.

## 결방 사유
- 1995년 7월 2일에 삼풍백화점 붕괴 참사의 여파로 대체 편성으로 결방되었다.
- 1996년 8월 25일과 9월 1일에 애틀랜타 올림픽 경기 중계방송 관계로 결방되었다.

## 타이틀 변천사
| 기수 | 타이틀                  | 방송 기간                          |
| ---- | ----------------------- | ---------------------------------- |
| 1기  | 톱스타 인생극장         | 1994년 10월 16일 ~ 1995년 2월 12일 |
| 2기  | 슈퍼 선데이             | 1995년 2월 26일 ~ 1998년 2월 15일  |
| 3기  | 슈퍼 TV 일요일은 즐거워 | 1998년 2월 22일 ~ 2003년 11월 2일  |
| 4기  | 일요일은 101%           | 2003년 11월 9일 ~ 2004년 10월 31일 |
| 5기  | 해피선데이              | 2004년 11월 7일 ~ 2019년 4월 21일  |

## 같이 보기
- 슈퍼 TV 일요일은 즐거워
- 일요일은 101%